# Брезгин, Игорь Александрович
Игорь Александрович Брезгин (латыш. Igors Brezgins; род. 19 января 1966, Златоуст, Челябинская область) — советский и латвийский хоккеист, нападающий.

## Биография
Начинал играть в команде класса «Б» «Заполярник» Норильск (1980/81 — 1981/82). В сезоне 1983/84 провёл обну игру за команду второй лиги «Латвияс Берзс», со следующего сезона стал играть за клуб высшей лиги «Динамо» Рига (1984/85 — 1989/90). Выступал за команды «Динамо» Харьков (1989/90), РШВСМ-«Энерго» Рига (1989/90 — 1991/92), «Лидо Нафта» (1996/97, 1999/2000 — 2000/01), «Рига 2000» (2001/02), «Вилки ОП» (2002/03 — 2005/06).
Серебряный призёр хоккейного турнира зимней Универсиады 1987 года.